# 달성군·경산군·고령군
달성군·경산군·고령군은 대한민국의 옛 국회의원 선거구이다. 당시 경상북도 달성군, 경산군, 고령군 지역을 관할했다.

## 역사
제9대 국회의원 선거를 앞두고 달성군·고령군 선거구와 경산군 선거구가 통합되면서 신설되었다.
제11대 국회의원 선거를 앞두고 달성군, 고령군이 성주군과 함께 달성군·고령군·성주군 선거구를 형성하고 경산군 지역이 영천군과 함께 새롭게 영천군·경산군 선거구를 형성하게 되면서 폐지되었다.

## 역대 국회의원
| 선거   | 정당 | 정당       | 1위 의원 | 정당 | 정당   | 2위 의원 |
| ------ | ---- | ---------- | -------- | ---- | ------ | -------- |
| 1973년 |      | 민주공화당 | 박준규   |      | 무소속 | 박주현   |
| 1978년 |      | 민주공화당 | 박준규   |      | 신민당 | 김종기   |

## 역대 선거 결과

### 대한민국 제9대 국회의원 선거
|  | 25.24% |

|  | 21.69% |

|  | 14.15% |

|  | 13.35% |

|  | 9.51% |

|  | 8.64% |

|  | 7.39% |

### 대한민국 제10대 국회의원 선거
|  | 36.18% |

|  | 29.94% |

|  | 19.08% |

|  | 14.78% |